# Eerste klasse 1988-89 (basketbal België)
Het seizoen 1988-1989 was de 42e editie van de hoogste basketbalcompetitie. RC Maes Pils Mechelen behaalde zijn tiende landstitel. Debic Beringen en Sijsele promoveerden vanuit de tweede afdeling naar het hoogste niveau. Cuva Houhalen was bereid om als vijfde in tweede klasse te promoveren en zo de door fusie vrijgekomen plaats in te nemen

## Naamswijziging
- Debic Beringen  werd Ford Beringen
- Sijsele BBC werd BAC Damme
- Renault Gent werd Bobcat Gent
- Avanti Brugge werd Creff's Brugge
- Imbelco Gent  werd BBC Gent

## Eindstand
|  |    |                        | P  | W  | V   | G | Ptn |
|  | -- | ---------------------- | -- | -- | --- | - | --- |
|  | 1  | Trane Castors Braine   | 26 | 19 | 7   | 0 | 38  |
|  | 2  | RC Maes Pils Mechelen  | 26 | 19 | 7   | 0 | 38  |
|  | 3  | Sunair BC Oostende     | 26 | 18 | 8   | 0 | 36  |
|  | 4  | Assubel Mariembourg    | 26 | 18 | 8   | 0 | 36  |
|  | 5  | Bobcat Gent            | 26 | 17 | 9   | 0 | 34  |
|  | 6  | AS Maccabi Orgaburo    | 26 | 16 | 10  | 0 | 32  |
|  | 7  | Boigelot Charleroi     | 26 | 15 | 11  | 0 | 30  |
|  | 8  | Securitas Pepinster BC | 26 | 12 | 14  | 0 | 24  |
|  | 9  | Creff's Brugge         | 26 | 12 | 14  | 0 | 24  |
|  | 10 | BAC Damme              | 26 | 10 | 16  | 0 | 20  |
|  | 11 | BBC Gent               | 26 | 9  | 117 | 0 | 18  |
|  | 12 | Cuva Houthalen         | 26 | 7  | 19  | 0 | 14  |
|  | 13 | Duvel St-Truiden BB    | 26 | 7  | 19  | 0 | 14  |
|  | 14 | Ford Beringen          | 26 | 3  | 23  | 0 | 6   |

## Play offs
- Best of three

Castors - Mariandenne 74-67
Mariandenne - Castors 94-85
Castors - Mariandenne 100-69
RC Maes Pils - Sunair BCO 99-62
Sunair BCO- RC Maes Pils 84-87
- Best of five

Trane Castors Braine - RC Maes Pils 86-84
RC Maes Pils - Trane Castors Braine 99-69
Trane Castors Braine - RC Maes Pils 77-90
RC Maes Pils - Trane Castors Braine 88-91
Trane Castors Braine - RC Maes Pils 98-99

## Testwedstrijd Degradatie
Cuva Houthalen - Duvel St-Truiden BB 70-61
1928 · 1929 · 1930 · 1931 · 1932 · 1933 · 1934 · 1935 · 1936 · 1937 · 1938 · 1939 · 1940 · 1941 · 1942 · 1943 · 1944 · 1945 · 1946 · 1947 · 1948 · 1949 · 1950 · 1951 · 1952 · 1953 · 1954 · 1955 · 1956 · 1957 · 1958 · 1959 · 1960 · 1961 · 1962 · 1963 · 1964 · 1965 · 1966 · 1967 · 1968 · 1969 · 1970 · 1971 · 1972 · 1973 · 1974 · 1975 · 1976 · 1977 · 1978 · 1979 · 1980 · 1981 · 1982 · 1983 · 1984 · 1985 · 1986 · 1987 · 1988 · 1989 · 1990 · 1991 · 1992 · 1993 · 1994 · 1995 · 1996 · 1997 · 1998 · 1999 · 2000 · 2001 · 2002 · 2003 · 2004 · 2005 · 2006 · 2007 · 2008 · 2009 · 2010 · 2011 · 2012 · 2013 · 2014 · 2015 · 2016 · 2017 · 2018 · 2019 · 2020 · 2021